# Adam Januszkiewicz Merło
Adam Januszkiewicz Merło herbu Strzała Rozdarta – mostowniczy połocki w 1655 roku
20 października 1655 roku podpisał ugodę kiejdańską.